# Eugênio Adriano Pereira da Cunha e Mello
Eugênio Adriano Pereira da Cunha e Mello foi um engenheiro e militar brasileiro, nascido no estado de Santa Catarina. Após lutar na Guerra do Paraguai, ele ocupou o cargo de diretor da Estrada de Ferro Central do Brasil, função que exerceu entre os anos de 1889 a 1891.

## Biografia
Eugênio de Mello nasceu em 23 de março de 1837, em Nossa Senhora do Desterro, nome dado ao atual município de Florianópolis. Faleceu em 21 de setembro de 1891, no Rio de Janeiro, sendo sepultado no Cemitério São João Batista.
Passou a adolescência em Porto Alegre. Mudou-se em seguida para o Rio de Janeiro onde se formou engenheiro civil pela Escola Militar da Praia Vermelha. Em seguida obteve o o título de bacharel em Ciências Físicas e Matemáticas na Escola Central do Exército.
Após concluir este curso, mudou-se para Pernambuco, assumindo o cargo de engenheiro de Estrada de Ferro, no Corpo de Engenheiros do Exército.
Durante a Guerra do Paraguai, serviu durante cinco anos em campanha, atingindo o posto de Capitão Engenheiro. Seu desempenho ao longo das batalhas lhe renderam as condecorações Hábito da Rosa, e a Ordem de São Bento de Aviz, além da Medalha de Cinco Anos de Campanha.

Após a guerra, foi designado como Engenheiro Civil responsável pela construção da Estrada de Ferro Dom Pedro II. Com a proclamação da República, foi nomeado diretor da Estrada de Ferro Central do Brasil., por decreto de 7 de dezembro de 1889, tomando posse no dia seguinte.

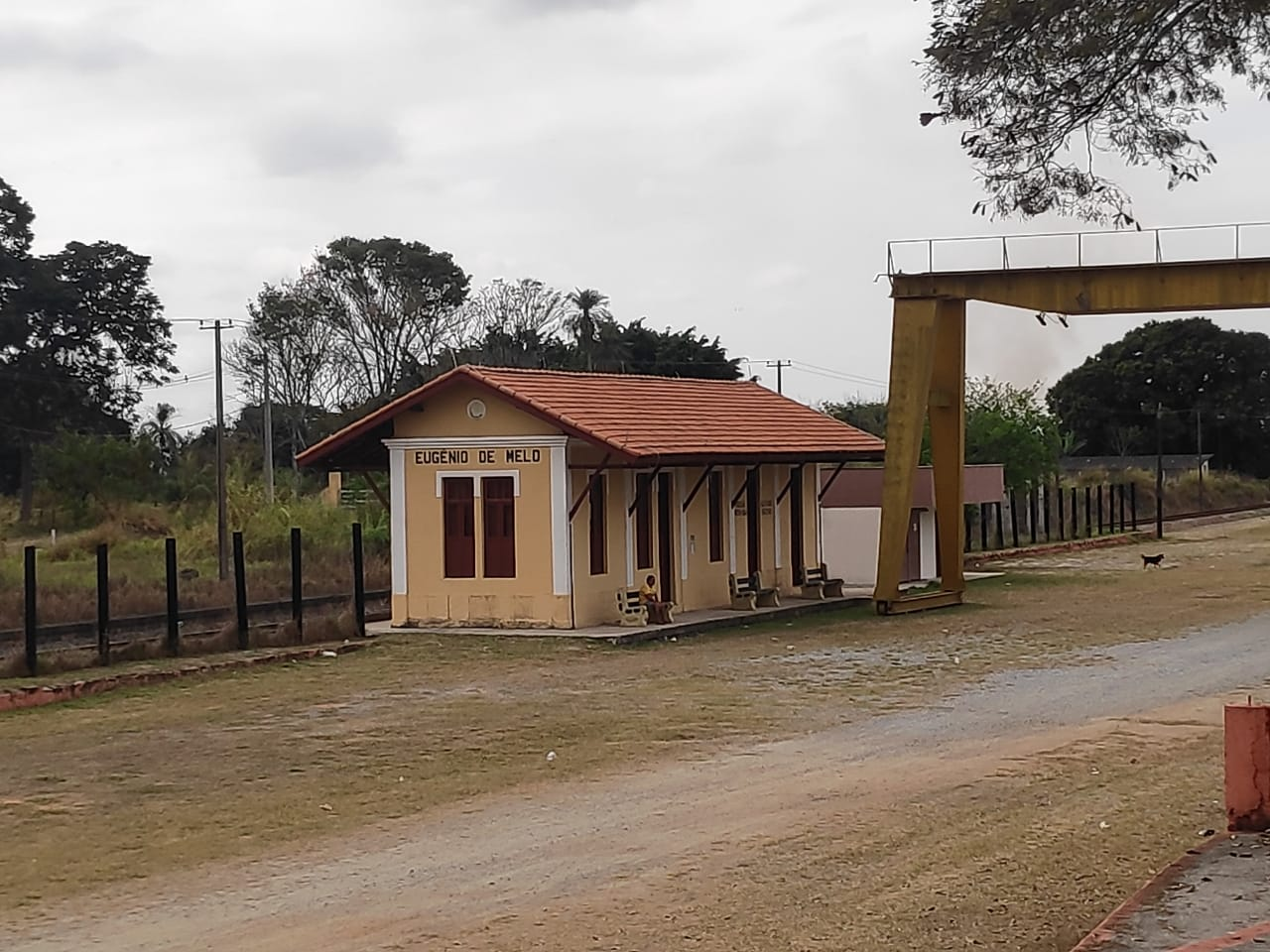
Estação ferroviária batizada em homenagem à Eugênio de Melo, no distrito de mesmo nome, localizado na cidade de São José dos Campos, estado de São Paulo.

Eugênio de Mello projetou várias estações e estradas de ferro e teve seu nome ligado a empresas de transporte ferroviário de grande porte. Também foi proprietário de fazendas produtoras de café na região do vale do Paraíba
Foi o responsável pela construção de importantes instalações ferroviárias no interior do Brasil. Uma das estações da estrada de ferro Central do Brasil, cuja estrutura em alvenaria foi construída sob sua gestão enquanto diretor da companhia,  recebeu designação com seu nome: a estação Eugênio de Melo, localizada na cidade paulista de São José dos Campos.
Faleceu em 1891, pouco após ter deixado o cargo de diretor da estrada de Ferro Central do Brasil.

## Homenagem
Na cidade de São José dos Campos há um distrito municipal chamado de Eugênio de Melo, o qual recebeu este nome em sua homenagem., uma vez que ele era proprietário de terras nas proximidades e responsável pela construção de uma estação de trem nesta localidade
Atualmente esse distrito apresenta população superior a 80 mil pessoas e abriga importantes instalações industriais, além de sediar o maior e mais importante parque tecnológico de todo o Vale do Paraíba.

## Publicações
Eugênio Adriano da Cunha e Mello deixou como legado as seguintes publicações:
- Jornal da Sociedade Filomática. Rio de Janeiro, RJ; Paris, França: Tipografia Francesa de Frederico Arfvedson. 1859 [14]
- CUNHA E MELLO, Eugênio Adriano Pereira da. As obras de arte no prolongamento da estrada de ferro de Pernambuco durante a minha administração. Rio de Janeiro, RJ: [s.n.]. 1878[15]
- CUNHA E MELLO, Eugênio Adriano Pereira da. Relatório dos trabalhos executados no prolongamento da estrada de ferro de Pernambuco durante o ano de 1879, apresentado ao Emo. Sr. ministro e secretário de estado dos negócios da agricultura, etc... Recife, PE: [s.n.]. 1880[16]